# Mãe Filhinha
Narcisa Cândida da Conceição (?, 25 de outubro de 1904 - Conceição de Feira, 05 de agosto de 2012), foi a fundadora e a primeira mãe de santo do Terreiro IIê Axé Itayle, um local de culto candomblé que é tombado como patrimônio brasileiro nos níveis estadual e federal. Ela é mais conhecida como Mãe Filhinha e sua posição no Candomblé lhe deu o título de Yalorixá Narcisa.

## Biografia
Narcisa Cândido da Conceição era filha de Maria Cândida da Conceição, mas não a conheceu. Teve mais três irmãs e três irmãos. Assim como sua mãe, Mão Filhinha também teve sete filhos, mas todos faleceram antes dela. Ao todo, ela criou vinte e oito filhos, contando os que cuidou ao longo da vida.
Na cidade baiana de Cachoeira, ela "trabalhava fazendo telha e panela de barro, que vendia na feira para sobreviver". Fez promessa para a Nossa Senhora e para Iemanjá para que a tirassem de trabalhos tão árduos, que pagava com uma procissão anual que era realizada no dia de seu aniversário. Morava numa casa geminada ao terreiro fundado por ela.
Era devota de Nossa Senhora da Conceição e de Iemanjá e Ogum (orixás para os quais foi iniciada). Sua iniciação se deu por meio dos ensinamento de João da Lama (de extinto Terreiro da Lama Branca, que ficava na cidade de São Gonçalo dos Campos).
Mãe Filhinha também pertencia à Irmandade da Boa Morte, confraria religiosa afro-católica brasileira com sede na cidade de Cachoeira, na Bahia. Foi a juíza perpétua (cargo mais alto da Irmandade) nos últimos anos.

## Terreiro IIê Axé Itailê
Por volta da década de 1950, Mãe Filhinha fundou o Terreiro IIê Axé Itailê de Iamanjá Ogunté, no bairro Baixa da Olaria, em Cachoeira, em uma modesta casa de fachada azul. Em 2003, a Federação Nacional do Culto Afro-Brasileiro conferiu a casa como sendo de Nação Nagô.
| “                   | No dia 19 de novembro de 2014, às 17h30, no Salão de Atos Baianas de Acarajé, da Governadoria, localizado no Centro Administrativo da Bahia, o então Governador da Bahia, Jaques Wagner, com a presença de várias autoridades e representantes dos terreiros, assinou os dez decretos de Registro Especial, tornando os terreiros Asepò Erán Opé Olùwa – Viva Deus, Aganjú Didê – Ici Mimó, Loba’Nekun, Loba’Nekun Filha, Humpame Ayono Huntoloji, Ilê Axé Itaylê, Inzo Incossi Mukumbi Dendezeiro, Ogodô Dey, Raiz de Ayrá e Ilê Axé Ogunjá, Patrimônio Imaterial do Estado da Bahia. | ” |
| — IPAC, 2015, p. 21 | |   |

## Falecimento
Mãe Filhinha morreu de causas naturais aos 110 anos. Seu sepultamento foi realizado em 19 de janeiro de 2014, no Cemitério da Piedade, em Cachoeira, Bahia.

## Reconhecimento
O Instituto do Patrimônio Artístico e Cultural da Bahia (IPAC) menciona seu nome quando "presta justa homenagem às personalidades importantes, líderes religiosos dos terreiros, que já se foram", no encerramento da apresentação da publicação "Terreiros de Candomblé de Cachoeira e São Félix".